# Keffiyeh
De keffiyeh (Ar.:كوفية) of kufiya, kaffiya, kufiyyah of shmagh (Ar.:شماغ) of ghutrah (Ar.:غُترَة) is een traditioneel hoofddeksel dat voornamelijk door mannen in Arabische landen en landen met een droog klimaat gedragen wordt om hen te beschermen tegen kou, zon, stof en zand. Al eeuwenlang gebruiken de bedoeïenen de keffiyeh in verschillende variaties om hun rijkdom te tonen.

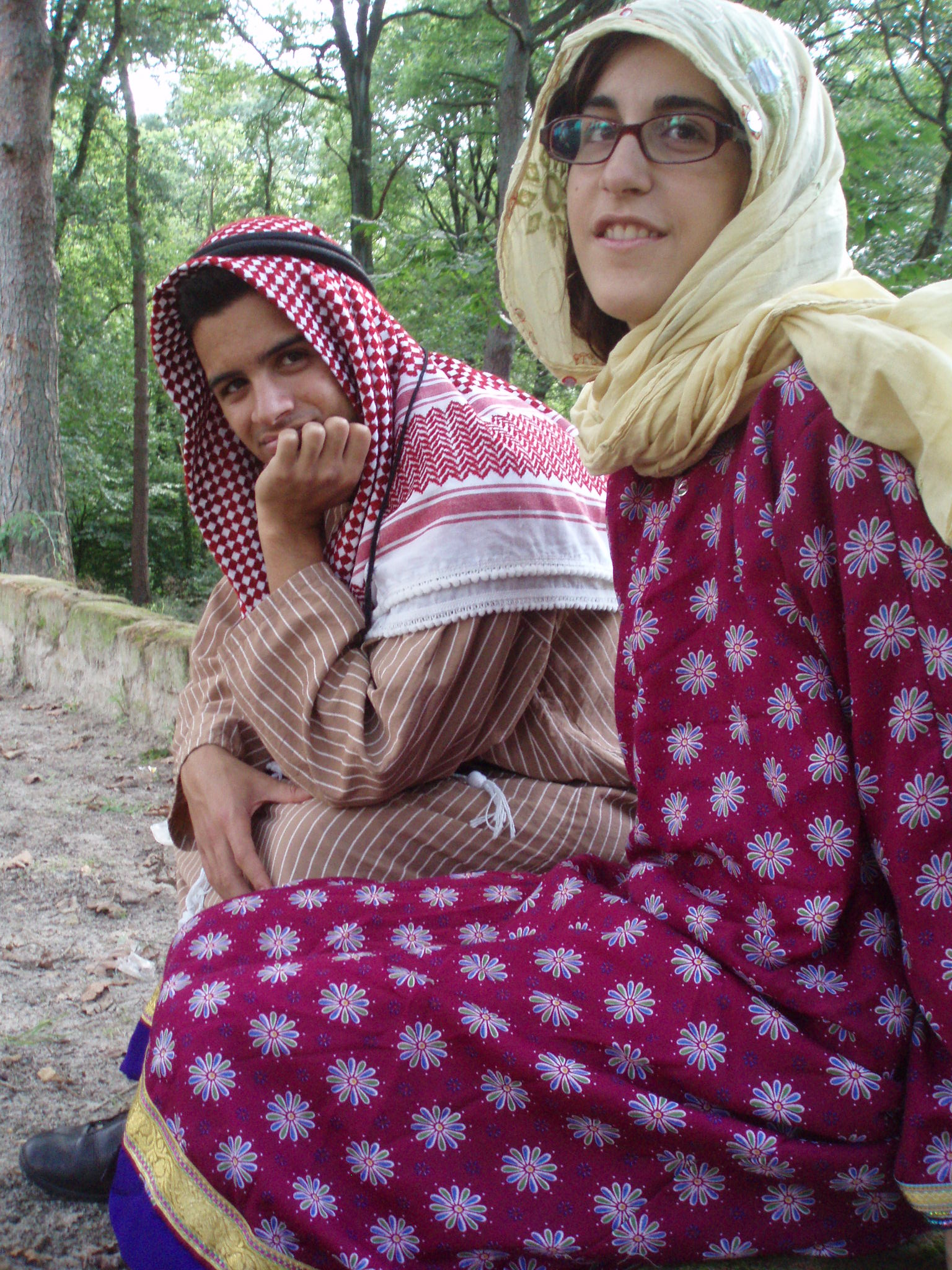
Man met keffiyeh, vrouw met hoofddoek

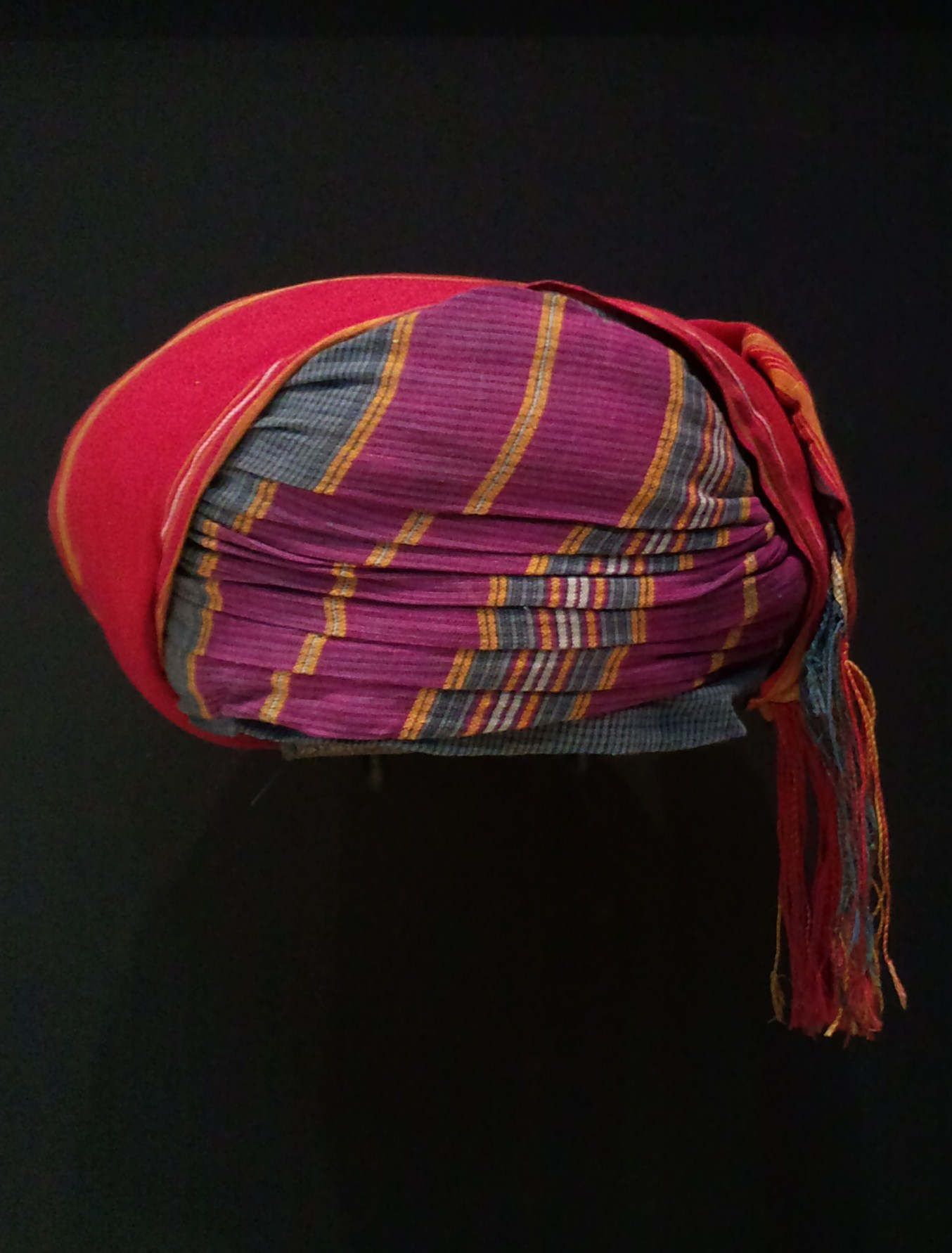
Omaanse keffiyeh, kleurencombinatie en dracht alleen gedragen door de Koninklijke Familie

Van origine is de keffiyeh gemaakt van katoen of wol of een mix daarvan met daarop zwarte of rode spinnenwebachtige figuren geborduurd. Als hij op het hoofd gedragen wordt, wordt hij soms met een band samengehouden, de zogenoemde agaal. Deze agaal diende in vroeger tijden om dromedarissen mee te drijven en is meestal zwart van kleur. De agaal wordt doorgaans alleen door Arabieren gedragen.
De verschillende kleuren kunnen vaak geassocieerd worden met een bepaalde streek. Zo wordt de zwart-witte combinatie in de Levant gedragen, de rood-witte met name in Jordanië, de blauw-witte in de Verenigde Arabische Emiraten en een veelkleurige wordt in verband gebracht met Oman. In verschillende Golfstaten bestaat een voorkeur om een witte keffiyeh zonder borduursels te dragen. In de westerse wereld zijn onder invloed van de groeiende populariteit van de keffiyeh verschillende bizarre printen en bonte kleuren ontstaan.
In West-Europa heeft de sjaal diverse betekenissen. Naast teken van steun voor de Palestijnen, droegen tot de millenniumwisseling vooral alternatieve jeugdculturen het als een accessoire, omdat ze het mooi of warm vonden; vanaf 2001 is er een kruisbestuiving tussen de Arabische en populaire cultuur, waardoor in 2007 en 2008 ook modebewuste beroemdheden deze gingen dragen.

## Palestijnse connectie

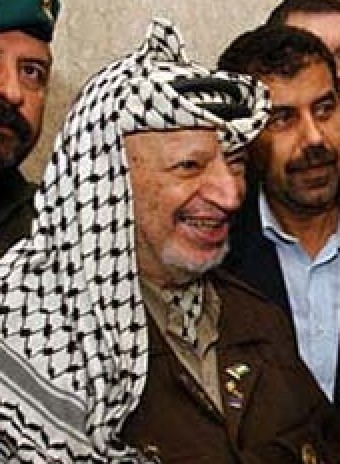
Yasser Arafat met keffiyeh

Tijdens de Arabisch-Palestijnse opstand in de jaren 1936 tot 1939 veranderde de rol van de traditionele keffiyeh. De keffiyeh werd voordien bijna alleen gedragen op het platteland, door zowel boeren als ook de bedoeïenen. De keffiyeh zorgde dat de drager herkenbaar was als een man van een lagere status tegenover de dragers van een fez, een rond hoedje uit het Ottomaanse Rijk. Hoewel de opstand geleid werd door mannen uit de hogere klassen, bestonden de guerrilla's bijna alleen uit boeren. Zij bleven hun keffiyeh dragen als een trots symbool van onderscheid. Daarnaast was het ook praktisch; dicht om het hoofd geslagen bleven ze anoniem tegenover de tegenstander.
Dat had een negatieve uitwerking. Als de opstandige boeren zich ophielden in een stad werden ze vaak aan hun keffiyeh herkend. Op het hoogtepunt van het verzet, er waren reeds steden gedeeltelijk bezet, dwongen de rebellenleiders alle fez-dragers om deze af te zetten en een keffiyeh te dragen, zodat de Britse soldaten de guerrilla's niet van de stedelingen konden onderscheiden. Toen de opstand in 1939 de kop was ingedrukt zetten velen de fez weer op.
PLO-leider Yasser Arafat droeg vanaf de herleving van de Palestijnse nationale beweging in de jaren zestig van de 20e eeuw altijd een keffiyeh en wilde zichzelf zodoende presenteren als de belichaming van de Palestijnse strijd. Met hem werd de keffiyeh het symbool van het Palestijnse verzet. Vliegtuigkaapster Leila Khaled was in 1969 de eerste vrouw die de keffiyeh publiekelijk gedrapeerd over haar schouders droeg. De sjaal staat door deze associatie met het Palestijns verzet informeel bekend als "arafatsjaal", "PLO-sjaal" of "Palestijnensjaal".